# Mistrzostwa Świata w Pływaniu na krótkim basenie 2016 – 4 × 100 m stylem zmiennym kobiet
4 × 100 m stylem zmiennym kobiet – jedna z konkurencji, które odbędą się podczas Mistrzostw Świata w Pływaniu na krótkim basenie 2016. Eliminacje i finał będą miały miejsce 11 grudnia.
Złoty medal zdobyły Amerykanki, które w finale pobiły rekord mistrzostw (3:47,89). Srebro wywalczyły reprezentantki Kanady (3:48,87), a brąz Australijki (3:49,66).

## Rekordy
Przed zawodami rekordy świata i mistrzostw wyglądały następująco:
| Rekord                   | Reprezentacja | Czas    | Miejsce      | Data            |
| ------------------------ | --- | ------- | ------------ | --------------- |
| Rekord świata            | Stany Zjednoczone · Courtney Bartholomew (56,08) · Katie Meili (1:02,88) · Kelsi Worrell (55,01) · Simone Manuel (51,23) | 3:45,20 | Indianapolis | 11 grudnia 2015 |
| Rekord mistrzostw świata | Chiny · Zhao Jing (56,52) · Zhao Jin (1:04,20) · Liu Zige (55,80) · Tang Yi (51,77)                                      | 3:48,29 | Dubaj        | 17 grudnia 2010 |

W trakcie zawodów ustanowiono następujące rekordy:
| Data       | Etap konkurencji | Reprezentacja | Czas    | Rekord |
| ---------- | ---------------- | --- | ------- | ------ |
| 11 grudnia | finał            | Stany Zjednoczone · Alexandra DeLoof (56,68) · Lilly King (1:03,71) · Kelsi Worrell (55,48) · Mallory Comerford (52,02) | 3:47,89 | CR     |

## Wyniki

### Eliminacje
Eliminacje rozpoczęły się o 10:34 czasu lokalnego.
| Miejsce | Wyścig | Tor | Państwo           | Zawodniczka | Czas      | Uwagi |
| ------- | ------ | --- | ----------------- | --- | --------- | ----- |
| 1.      | 3      | 5   | Stany Zjednoczone | Hellen Moffit (58,32) Molly Hannis (1:03,54) Sarah Gibson (57,81) Amanda Weir (53,18)                                | 3:52,85   | Q     |
| 2.      | 2      | 5   | Japonia           | Emi Moronuki (58,22) Miho Teramura (1:03,88) Rikako Ikee (56,74) Tomomi Aoki (54,13)                                 | 3:52,97   | Q     |
| 3.      | 2      | 3   | Australia         | Emily Seebohm (56,97) Jessica Hansen (1:05,31) Emily Washer (57,58) Brittany Elmslie (53,12)                         | 3:52,98   | Q     |
| 4.      | 2      | 8   | Kanada            | Hilary Caldwell (57,84) Rachel Nicol (1:05,94) Katerine Savard (56,90) Taylor Ruck (53,00)                           | 3:53,68   | Q     |
| 5.      | 3      | 7   | Włochy            | Silvia Scalia (58,50) Martina Carraro (1:05,66) Silvia Di Pietro (57,18) Federica Pellegrini (53,26)                 | 3:54,60   | Q     |
| 6.      | 2      | 7   | Rosja             | Marija Kamieniewa (58,37) Natalja Iwaniejewa (1:05,10) Wieronika Popowa (58,04) Rozalija Nasrietdinowa (54,14)       | 3:55,65   | Q     |
| 7.      | 3      | 4   | Chiny             | Chen Jie (57,39) Shi Jinglin (1:07,33) Zhang Yufei (57,41) Zhu Menghui (54,08)                                       | 3:56,21   | Q     |
| 8.      | 3      | 6   | Wielka Brytania   | Georgia Davies (56,86) Molly Renshaw (1:06,13) Laura Stephens (58,62) Kathleen Dawson (55,03)                        | 3:56,64   | Q     |
| 9.      | 3      | 8   | Czechy            | Simona Baumrtová (57,77) Martina Moravčíková (1:07,32) Lucie Svěcená (58,13) Barbora Seemanová (53,64)               | 3:56,86   | NR    |
| 10.     | 3      | 3   | Szwecja           | Hanna Rosvall (1:00,12) Jessica Eriksson (1:05,73) Sara Junevik (58,78) Nathalie Lindborg (54,71)                    | 3:59,34   |       |
| 11.     | 3      | 2   | Islandia          | Eygló Gústafsdóttir (58,14) Hrafnhildur Lúthersdóttir (1:06,20) Bryndis Hansen (59,71) Johanna Gustafsdottir (56,03) | 4:00,08   |       |
| 12.     | 2      | 2   | Finlandia         | Jenna Laukkanen (59,92) Silja Kansakoski (1:05,84) Emilia Bottas (1:00,63) Hanna-Maria Seppälä (53,82)               | 4:00,21   |       |
| 13.     | 2      | 6   | Francja           | Mathilde Cini (1:00,01) Solene Gallego (1:08,23) Marie Wattel (58,78) Mélanie Henique (55,17)                        | 4:02,19   |       |
| 14.     | 2      | 4   | Hongkong          | Wong Toto Kwan To (1:00,07) Yeung Jamie Zhen Me (1:08,32) Chan Kin Lok (1:01,94) Sze Hang Yu (54,28)                 | 4:04,61   |       |
| 15.     | 2      | 1   | Singapur          | Hoong En Qi (1:05,22) Samantha Yeo (1:08,60) Marina Chan (1:02,05) Amanda Lim (56,48)                                | 4:12,35   |       |
| 16.     | 1      | 4   | Algieria          | Amel Melih (1:01,95) Hannah Taleb Bendiab (1:11,23) Hamida Nefsi (1:04,44) Souad Nefissa Cherouati (1:01,11)         | 4:18,73   |       |
| 17. !   | 1      | 5   | Południowa Afryka | | 9:99,99 ! | DNS   |
| 17. !   | 2      | 0   | Wenezuela         | | 9:99,99 ! | DNS   |
| 17. !   | 3      | 0   | Austria           | | 9:99,99 ! | DNS   |
| 17. !   | 3      | 1   | Paragwaj          | Maria Arrua Sofia Lopez Nicole Rautemberg Karen Riveros                                                              | 9:99,99 ! | DNS   |
| 17. !   | 1      | 3   | Dania             | Mie Nielsen (57,68) Matilde Schrøder (1:07,10) Emilie Beckmann (DSQ) Signe Bro                                       | 9:99,99 ! | DSQ   |

### Finał
Finał odbył się o 20:29 czasu lokalnego.
| Miejsce | Tor | Państwo           | Zawodniczka                                                                                                | Czas    | Uwagi |
| ------- | --- | ----------------- | --- | ------- | ----- |
| 1. !    | 4   | Stany Zjednoczone | Alexandra DeLoof (56,68) Lilly King (1:03,71) Kelsi Worrell (55,48) Mallory Comerford (52,02)              | 3:47,89 | CR    |
| 2. !    | 6   | Kanada            | Kylie Masse (56,29) Rachel Nicol (1:05,13) Katerine Savard (56,38) Penny Oleksiak (51,07)                  | 3:48,87 | NR    |
| 3. !    | 3   | Australia         | Emily Seebohm (56,18) Jessica Hansen (1:04,83) Emily Washer (56,90) Brittany Elmslie (51,75)               | 3:49,66 |       |
| 4.      | 5   | Japonia           | Emi Moronuki (58,25) Miho Teramura (1:03,56) Rikako Ikee (55,43) Tomomi Aoki (53,04)                       | 3:50,28 |       |
| 5.      | 1   | Chiny             | Chen Jie (57,63) Shi Jinglin (1:04,69) Zhang Yufei (56,39) Zhu Menghui (52,30)                             | 3:51,01 |       |
| 6.      | 7   | Rosja             | Marija Kamieniewa (57,66) Natalja Iwaniejewa (1:05,07) Swietłana Czimrowa (57,47) Wieronika Popowa (52,75) | 3:52,95 |       |
| 7.      | 2   | Włochy            | Silvia Scalia (58,82) Martina Carraro (1:05,43) Silvia Di Pietro (56,38) Federica Pellegrini (52,95)       | 3:53,58 |       |
| 8.      | 8   | Wielka Brytania   | Georgia Davies (56,83) Chloe Tutton (1:04,72) Laura Stephens (58,67) Georgia Coates (54,32)                | 3:54,54 |       |